# Holly Goodhead
Holly Goodhead è un personaggio immaginario della serie cinematografica di James Bond.
È la Bond girl principale del film Moonraker - Operazione spazio (1979). Il personaggio prende il posto occupato da Gala Brand nel romanzo Moonraker: il grande slam della morte. È interpretata da Lois Chiles.

## Biografia
Holly è una dottoressa di astrofisica della NASA che lavora sotto copertura per conto della CIA. Lo scopo di Holly è di scoprire il progetto finale del megalomane miliardario Hugo Drax, il cui obiettivo è quello di spopolare la Terra, contaminandone l'atmosfera, per fondare una nuova civiltà nello spazio.
Holly si ritroverà a lavorare fianco a fianco con James Bond, sebbene inizialmente la donna non si fidi di lui, nonostante 007 le salvi la vita in più occasioni scontrandosi con il feroce killer alle dipendenze di Drax, Squalo.
Bond e Holly si travestono da astronauti e salgono a bordo del Moonraker, la base spaziale di Drax situata nell'orbita terrestre. Durante la battaglia all'interno della base spaziale, Bond uccide Drax e, insieme a Holly, riesce a distruggere le tre capsule contenenti un veleno potentissimo prima che raggiungano l'atmosfera terrestre.
A operazione conclusa, 007 vivrà insieme a Holly per la prima e unica volta l'esperienza di un amplesso nello spazio.

## Altre apparizioni
Holly Goodhead appare anche nel videogioco 007 Legends (2012) durante i livelli di Moonraker (Missione 5).